# 广西赛爵床
广西赛爵床（学名：Calophanoides kwangsiensis）为爵床科杜根藤属的植物，是中国的特有植物。分布在中国大陆的广西、广东等地，目前尚未由人工引种栽培。